# ماجد فرساني
ماجد فرساني (مواليد 18 يناير 1984) هو لاعب كرة قدم سعودي .
كانت بداياته مع نادي العروبة و انتقل في عام 2007 إلى نادي الرائد و انتقل إلى نادي الحزم في عام 2015 و لعب معهم لموسم واحد وبعدها انتقل إلى نادي الكوكب .

## وصلات خارجية
- ماجد فرساني على موقع Soccerway.com (الإنجليزية)

- ماجد فرساني